# Sindicat d'Estudiants dels Països Catalans

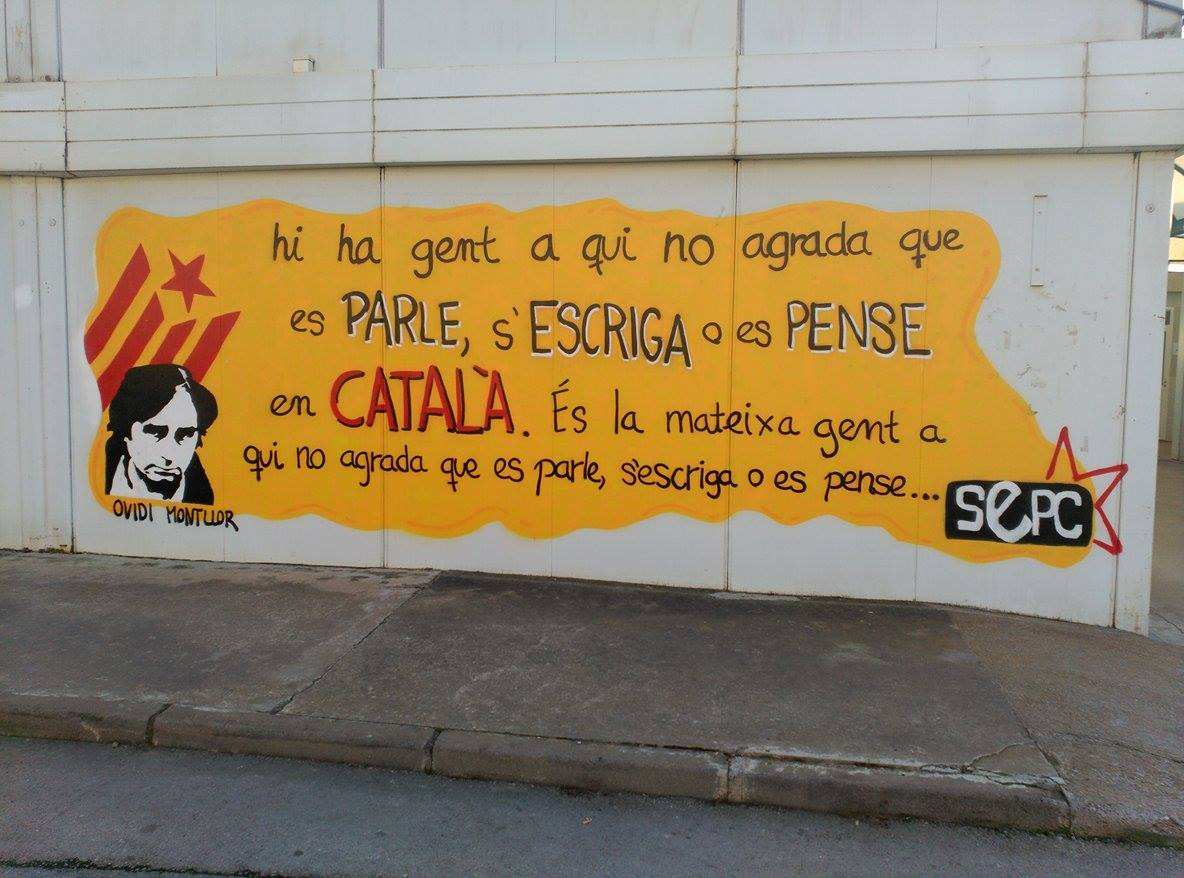
Mural del SEPC a la Universitat de Girona

El Sindicat d'Estudiants dels Països Catalans (SEPC) és un sindicat estudiantil del moviment de l'Esquerra Independentista dels Països Catalans.
Des de la seva fundació l'any 2006, declara com a objectiu la construcció d'un marc educatiu d'esquerres i reivindica «l'ensenyament públic, popular, català, feminista i de qualitat». Fruit de la seva activitat revolucionària, els seus actes han estat amenaçats de censura, i la seva militància ha patit identificacions, insults i empentes, detencions policials i expulsions de la universitat.

## Història
El seu naixement coincidí amb els darrers anys d'implantació del Procés de Bolonya i l'Espai Europeu d'Ensenyament Superior, convertint-lo així en un dels actors més rellevants en les mobilitzacions d'oposició al projecte educatiu, tant al nord com al sud de la frontera hispanofrancesa.
En nombroses ocasions, ha fet acte de presència protestant contra la presència de les Forces Armades d'Espanya i els Mossos d'Esquadra al Saló de l'Ensenyament (Saló Estudia), celebrat anualment al recinte de Montjuïc de la Fira de Barcelona, sense perjudici que, a vegades, la protesta hagi comportat mesures repressives. El 2006 realitzà la seva primera mobilització de rebuig sota les sigles del nou sindicat, i l'any 2007, el desplegament de pancartes de denúncia comportà la identificació policial de 15 estudiants. El 2008, la protesta durà una hora fins que intervingueren els antiavalots per a identificar i fer fora els estudiants.
El 27 de febrer de 2014, juntament amb l'Associació de Joves Estudiants de Catalunya (AJEC) i diverses assemblees de facultat, convocà a vaga estudiantil, tant a centres d'educació universitària com de secundària de l'àrea metropolitana de Barcelona, per a reactivar les diverses protestes que van tenir lloc a la tardor i a principi de curs. Algunes d'aquestes demandes que es feren van ser l'augment de partides per a beques, un major fraccionament de la matrícula, la remuneració de les pràctiques universitàries, així com la conversió en públics de tots els màsters, ja que sovint tenien un preus excessivament elevats.
En el curs 2014-2015 s'organitzà per primera vegada el Congrés Nacional d'Història, a la Universitat de València. Aquest espai de trobada de tres dies va néixer amb l'objectiu de complementar els coneixements adquirits en el programa d'estudis universitaris.
En 2022 es va denunciar la infiltració d'Ignacio José Enseñat Guerra, membre de la Policia Nacional Espanyola, en el sindicat.

### Reforma de grau 3+2
Davant de l'aprovació al Consell de Ministres del Govern espanyol, a instàncies del ministre d'educació José Ignacio Wert (PP), del Reial Decret 43/2015, de conversió dels graus de quatre anys en graus d'una durada de tres més dos (3+2), el sindicat va convocar amb altres sindicats de l'Estat espanyol la vaga educativa espanyola de 2015.
Al llarg del curs 2015-2016, el sindicat decidí sotmetre a votació entre l'estudiantat, el professorat i el personal d'administració i serveis de sis universitats, la paralització de la reforma. Les universitats escollides per a aplicar aquest exercici de democràcia directa foren: Universitat Autònoma de Barcelona (2 de desembre), Universitat de Lleida (15 i 16 de desembre), Universitat de Girona (16 i 17 de desembre), Universitat de Barcelona (17 de desembre) i Universitat Pompeu Fabra (9 i 10 de febrer, tot i que inicialment estava previst pel 18 de gener). A la Universitat Politècnica de Catalunya no es realitzarà consulta perquè la majoria dels seus graus estan regulats de forma que no són susceptibles a reforma.
En paral·lel, el sindicat feu campanya demanant el vot pel "Sí" a la consulta. En el cas de la Universitat de Girona, la consulta va estar recolzada pel Rectorat i el Consell d'Estudiants i va comptar amb una pregunta addicional per aquelles persones que votessin a favor de l'aturada de la paralització, consistent en la necessitat o no d'encetar un període de negociació i debat sobre l'aplicació dels canvis. La consulta a la Universitat de Barcelona va consistir en tres preguntes: la primera preguntava sobre si s'estava a favor o en contra de l'aplicació de la nova classificació d'estudis fins que no s'obri un procés de debat i participació. La segona plantejava si es veia viable que l'estudiantat pogués assumir el canvi amb els costos i les beques vigents. Finalment, una tercera versava sobre si el grau que s'estava cursant era susceptible d'adaptar-se a tres anys de durada. Pel que fa als estudiants de Medicina (han de tenir 360 crèdits), Farmàcia i Odontologia (300 crèdits), i Educació infantil, Educació primària, Infermeria, Nutrició Humana i Dietètica, Dret i Psicologia (240 crèdits) no calia que responguessin a aquesta tercera pregunta perquè ja estaven adaptats.
Pel que fa als resultats, el referèndum convocat a l'Autònoma de Barcelona, dins del marc de la Coordinadora d'Assemblees de Facultat, va recollir 8689 vots (26,62% de l'estudiantat), dels quals 8.324 (95,80%) van votar a favor i 341 (3,92%) en contra de la paralització. A Lleida van votar 1944 estudiants (21,3% del total), dels quals 1.858 (95,6%) van votar a favor i 80 (4,1%). A Girona van votar 2.792 estudiants (21,06% del total), dels quals el 86,7% van votar a favor, 0,64% en contra i 11,6% per l'opció d'instar a comunitat universitària i Estat a negociar una implementació més popular. A Barcelona van votar 7.295 estudiants (16,8% del total), dels quals 6.641 (91%) van votar a favor i 613 (8,4%) en contra. A la Pompeu Fabra es convocà juntament amb el Consell d'Estudiants de la universitat, i s'hi van recollir 4.548 vots (41,64% de l'estudiantat), dels quals 4.156 (91,38%) van ser a favor, 297 (6,53%) en contra i 95 (2,08%) en blanc.
En vistes als bons resultats de participació i d'oposició a la reforma, el 18 de febrer s'anuncià, en roda de premsa feta a la Universitat de Barcelona, que es convocava vaga estudiantil pel 3 de març. La mobilització tenia per objectiu fer valer els resultats dels referèndum i comptà amb la participació dels d'estudiants de secundària donat quesón els principals afectats pel decret. Més de 10.000 persones ompliren els carrers del centre de Barcelona i també hi va haver manifestacions a les capital de província i principals capitals de comarca del país.
Finalment, el 21 d'abril el Parlament de Catalunya aprovava una moratòria del Decret de l'Ensenyament Superior, popularment conegut com a 3+2, i la reducció d'un 30% dels preus dels crèdits ECT a proposta de la Candidatura d'Unitat Popular i amb els vots a favor de Catalunya Sí que es Pot i Junts pel Sí (78 vots a favor i 48 en contra).

## Trobada d'Estudiants
Anualment, i des de l'any 2003, organitza en un indret dels Països Catalans l'encontre conegut com a Trobada d'Estudiants. Aquest esdeveniment té per objectiu la creació d'un punt de confluència anual per a tota la comunitat estudiantil dotat d'espais d'oci i formació política. Inicialment fou organitzat conjuntament per Alternativa Estel i la CEPC, i a partir del 2006 exclusivament pel SEPC arran de la fusió dels dos sindicats. Fou precisament aquell any l'únic que no s'organitzà, ja que es destinaren els esforços a organitzar l'assemblea nacional constituent que va donar llum al nou sindicat unificat.
S'han celebrat Trobades d'Estudiants a: La Vall de Laguar (2003), Sallent (2004), Les Borges Blanques (2005), Cardedeu (2007), Atzeneta del Maestrat (2008), Manresa (2009), Reus (2010), Celrà (2011), Burjassot (2012), Baó (2013), Sant Sadurní d'Anoia (2014), Monòver (2015), la Sénia (2016), Vilajuïga (2017), Els Guiamets (2018) i Cervera (2019). L'any 2020 fou suspesa a causa de la pandèmia de COVID-19, mentre que el 2021 se celebrà de forma descentralitzada a València, Reus, Cervera, Manresa, Barcelona, Girona, Figueres i Palma.

## Congrés d'Estudiants de Filologia Catalana
Seguint la mateixa dinàmica de trobades anuals, el sindicat, juntament amb l'Assemblea de la Facultat de Lletres de la universitat pertinent, organitza un Congrés d'Estudiants de Filologia Catalana d'arreu de la geografia catalana, amb l'objectiu de complementar els estudis universitaris amb nous coneixements. La primera edició se celebra del 21 al 23 d'abril de 1999 a la Universitat de València, a càrrec de l'Assemblea d'Estudiants Nacionalistes (AEN), un dels precedents orgànics del sindicat. La segona edició va haver d'esperar quatre anys i es va celebrar del 5 al 7 d'abril de 2003 a la Universitat de les Illes Balears. Tenint en compte que l'AEN no tenia presència a les illes, l'organització anà a càrrec de la Coordinadora d'Estudiants dels Països Catalans (CEPC), una de les dues organitzacions fundadores del sindicat, que mantingué el relleu fins a l'any 2006, moment en què l'assumí el SEPC. Així doncs, des del 2003 s'ha fet ininterrompudament i de forma itinerant per diferents universitats catalanes.
S'han celebrat congressos a la Universitat de València (1999, 2007, 2011), la Universitat de les Illes Balears (2003, 2004, 2010, 2015), la Universitat Rovira i Virgili (2005, 2014), la Universitat Autònoma de Barcelona (2006, 2009, 2016), la Universitat de Lleida (2008), la Universitat d'Alacant (2012) i la Universitat de Girona (2013).
Fins a l'any 2011, s'ha rendit homenatge en cada edició a una figura rellevant de les lletres catalanes, donant-li nom al congrés. Per ordre cronològic, les personalitats triades han estat: Pompeu Fabra (1999), Enric Valor (2003), Pere Capellà (2004), Maria Aurèlia Capmany (2005), Maria Mercè Marçal (2006), Joan Fuster (2007), Manuel de Pedrolo (2008), Maria Àngels Anglada (2009), Miquel Àngel Riera (2010), Vicent Andrés Estellés (2011).

## Representació als claustres universitaris

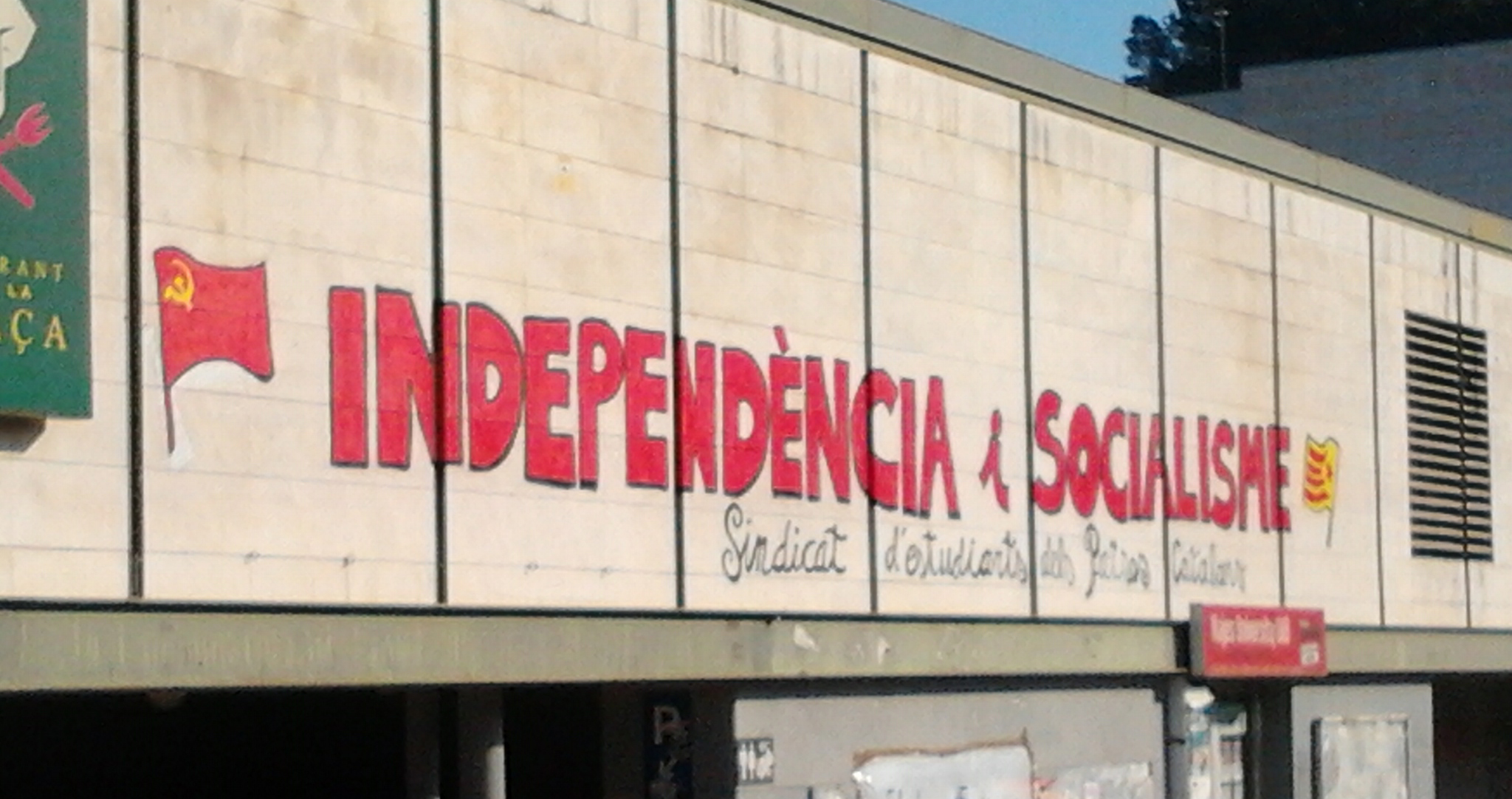
Mural del SEPC a la UAB

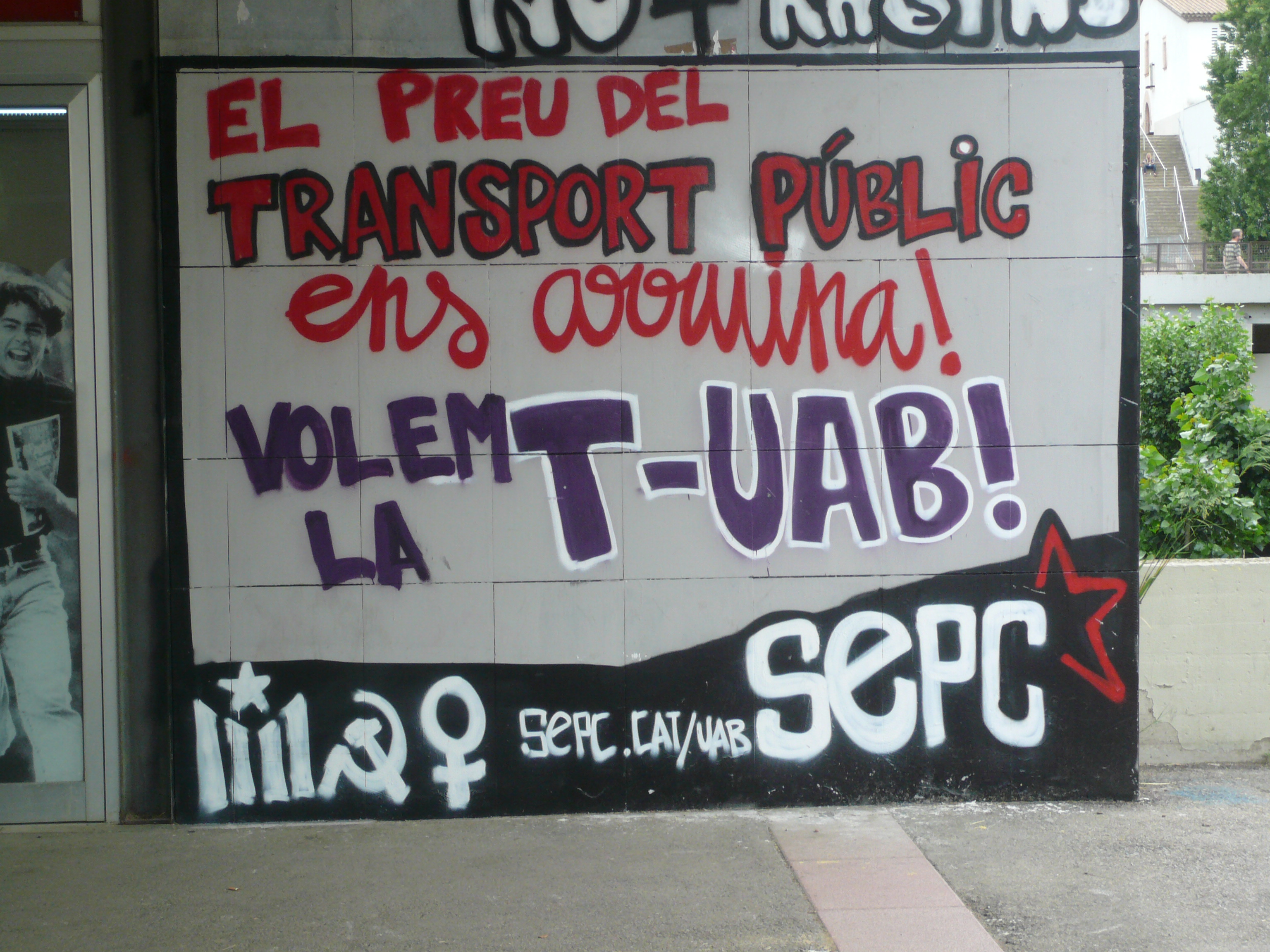
Mural de rebuig a l'increment dels preus del transport públic

- Universitat Autònoma de Barcelona: històricament, no s'ha presentat a les eleccions, tot reforçant el paper de les Assemblees de Facultat com a òrgan legítim de defensa dels drets i interessos dels i les estudiants.
- Universitat de Barcelona: a les eleccions del 2014 va aconseguir 13 dels 90 claustrals (14,4%).[65] Actualment impulsa i forma part de la candidatura Fem-la Pública, que va guanyar les eleccions d'estudiants l'any 2018[66] i que el 2024 va aconseguir una representació de 33 claustrals de 90.[67]
- Universitat Pompeu Fabra: A les eleccions de 2012 va aconseguir 6 dels 48 claustrals (12,5%).[68] A les eleccions del 2014 va aconseguir 8 dels 42 claustrals (19%). A les eleccions del 2018 va aconseguir 13 dels 28 claustrals (46,42%)
- Universitat de València: a les eleccions del 2014 va obtindre 4 dels 75 claustrals (5%). 20 juntals, sent primera força en la facultat de geografia i història.[69] A les eleccions del 2015 va obtindre 4 dels 75 clasutrals (5%) i 1 representant al Consell de Govern. A les eleccions del 2017 va obtenir 1 dels 75 claustrals (1,3%).
- Universitat de Girona: a les eleccions del 2014 va obtindre 19 dels 47 claustrals (40%).[70]